# Gérard d'Harcourt
Gérard d'Harcourt, chevalier, fut baron de Bonnétable, de Tilly, de Beuvron.

## Biographie
Il est le fils de Philippe d'Harcourt et de Jeanne de Tilly.
Il épouse Marie Malet de Graville, fille de Jean V Malet de Graville.
Il est tué le 17 août 1424 à la bataille de Verneuil, durant laquelle périt également son cousin germain Jean VIII d'Harcourt.

## Descendance
Gérard d'Harcourt est l'auteur des deux branches françaises subsistantes de la Maison d'Harcourt : Olonde et Beuvron.
Il eut deux fils de son mariage avec Marie Malet de Graville (cf. l'article Henri) :
- Jean d'Harcourt, baron de Bonnétable
- Jacques d'Harcourt, baron de Beuvron